# Terry Howard
Terence Howard, più conosciuto con il diminutivo Terry Howard (Stepney, 26 febbraio 1966) è un ex calciatore inglese, di ruolo difensore.

## Carriera

### Club
Esordisce tra i professionisti nella stagione 1984-1985, giocando all'età di 18 anni 4 partite nella prima divisione inglese con la maglia del Chelsea; l'anno seguente trascorre un breve periodo in prestito al Crystal Palace (4 presenze in seconda divisione) per poi tornare al Chelsea, con cui nella rimanente parte di stagione gioca una partita in prima divisione. Nella stagione 1986-1987, invece, gioca 2 partite in prestito al Chester City in terza divisione e, dopo un'ultima partita in massima serie al Chelsea, passa al Leyton Orient, club di quarta divisione.
Rimane al Leyton Orient per complessive nove stagioni, fino al febbraio del 1995, dividendosi fra quarta e terza divisione (categoria nella quale gioca tra il 1989 ed il 1993) per complessive 328 presenze e 31 reti in partite di campionato e, più in generale, 397 presenze in partite ufficiali con il club. Trascorre poi una stagione e mezzo al Wycombe, con cui realizza 2 reti in 59 presenze in terza divisione. Nella stagione 1996-1997 gioca per alcuni mesi nei semiprofessionisti del Woking; dopo una stagione e mezzo di inattività torna poi a giocare nel 1998 con i semiprofessionisti dell'Aldershot Town, con cui gioca da titolare per una stagione in Isthmian League (sesta divisione) per poi ritirarsi definitivamente nel 1999, all'età di 33 anni.

### Nazionale
Ha partecipato ai Mondiali Under-20 del 1985, nei quali ha giocato 3 partite.

## Palmarès

### Giocatore

#### Competizioni nazionali
- Full Members Cup: 1

Chelsea: 1985-1986

#### Competizioni regionali
- Hampshire Senior Cup: 1

Aldershot Town: 1998-1999